# Подвысокое (Львовская область)
Подвысокое (укр. Підвисоке) — село в Бобрской городской общине Львовского района Львовской области Украины.
Население по переписи 2001 года составляло 79 человек. Занимает площадь 1,12 км². Почтовый индекс — 81234. Телефонный код — 3263.